# Cyanella hyacinthoides
Cyanella hyacinthoides là một loài thực vật có hoa trong họ Tecophilaeaceae. Loài này được Royen ex L. mô tả khoa học đầu tiên năm 1754.